# Gestural Variations
Gestural Variations op. 43 ist eine Trio-Komposition von Graham Waterhouse, die er 1997 zunächst für die Besetzung Oboe, Fagott und Klavier schrieb. Spätere Versionen des Variationenwerks entstanden für Klarinette, Violoncello und Klavier (1999) sowie Flöte, Cello und Klavier (2009).

## Aufbau
Die Komposition mit einer Spieldauer von etwa 14 Minuten bringt ein Thema mit sechs Charaktervariationen, gerahmt durch eine Introduktion und ein Nachspiel. Jede Variation drückt eine Stimmung aus durch Bewegung oder Gestik, ähnlich wie sie ein Pantomime oder Tänzer veranschaulichen würde.
1. Introduktion
2. Thema
3. Var. 1 (schroff, ruckartig)
4. Var. 2 (langsam, graziös)
5. Var. 3 (flüchtig, atemlos)
6. Var. 4 (nachdenklich, zögernd)
7. Var. 5 (drohend, bedrohlich)
8. Var. 6 (überschwänglich, sprudelnd)
9. Nachspiel

## Geschichte
Gestural Variations op. 43 wurde in Auftrag gegeben durch den Fagottisten Henry Skolnick und für die jährliche Konferenz 1997 der International Double Reed Society (IDRS). Das Werk wurde in der Northwestern University in Evanston, Illinois uraufgeführt durch John Dee, Skolnick und José Lopez. G. Salter bemerkte in der Fachzeitschrift Double Reed News: „The composer's purposeful use of ambiguous, shifting harmonies and overlapping unisons sets these contrasts in miniature apart from much that is being written today, conveying the uncertainties of our times.“ (Der ... gezielte Gebrauch von mehrdeutigen wechselnden Harmonien ... setzt diese Gegensätze in Miniatur ab von vielem, was heute geschrieben wird, und vermittelt die Unsicherheiten unserer Zeit.)
Eine zweite Version op. 43a wurde 1999 geschrieben für Klarinette, Cello und Klavier, eine Trio-Besetzung, für die zum Beispiel Beethoven sein Trio op. 11 (Gassenhauer-Trio) schrieb,  Johannes Brahms sein Klarinettentrio op. 114 und Alexander Zemlinsky sein Trio op. 3. Diese Version erschien 2001 auf einer CD Portrait bei Cybele Records, in einer Auswahl von Kammermusik des Komponisten, gespielt von Markus Schön (Klarinette), Waterhouse als Cellist und Michael Wendeberg. Eine Besprechung von Hubert Culot erwähnte starke Kontraste und bemerkenswerte instrumentale Meisterschaft ("highly contrasted variations display a remarkable instrumental mastery, that makes this work a feast from first to last). Die beiden Versionen wurden im Friedrich Hofmeister Musikverlag, Leipzig, veröffentlicht, 1998 bzw. 1999.
Gestural Variations in einer dritten Version op. 43b für Oboe, Cello und Klavier wurde in Weimar am 31. März 2000 erstmals aufgeführt.
Die britische Erstaufführung der Klarinettenversion erklang am 5. November 2002 in einem Composer Portrait Concert mit dem Komponisten in der St. Cyprian’s Church in London. Die erste Fassung eröffnete das Welcome Recital 6 der British Double Reed Society bei der IDRS Konferenz 2009 in Birmingham, gespielt von Richard Simpson, Julie Price and Janet Simpson.
Eine vierte Version op. 43c für Flöte, Cello und Klavier wurde im Gasteig München am 20. Dezember 2009 erstmals gespielt von Jens Josef, Waterhouse und Rudi Spring. Diese Version wurde erneut am 11. April 2010 gespielt, diesmal mit dem Pianisten Christopher White.

## Preis
Gestural Variations op. 43b gewann 2000 einen Kompositionspreis von Via Nova in Weimar.